# グリーンスムージー
グリーンスムージー（英: Green SmoothieまたはHealth shake）は、生の葉野菜とフルーツと水をミキサー (ブレンダー) で混ぜ合わせた飲み物。
スムージーというと冷たいシャーベット状の飲み物を連想するが、グリーンスムージーは常温で飲むのがいいとされている。

## 作り方
1. グリーンスムージーに使用する野菜や果物を用意する。
2. ミキサーにかけやすい大きさに切った野菜と果物と水 (1リットル) をミキサーに入れる。
3. 野菜・果物の形がなくなるまでミキサーで撹拌する。

葉野菜2種類、果物2種類、水を基本とする。
デンプンの多い野菜（ニンジン、レンコン、南瓜、イモ類等）やタンパク質（ヨーグルト、豆乳）は消化に負担がかかるため使用しないことが望ましいとされる
。